# Cerro Machín
Pour les articles homonymes, voir Cerro et Machin.
Le Cerro Machín est un volcan de Colombie situé dans la cordillère des Andes, dans le département de Tolima. Son altitude est estimée à 2 750 mètres. Sa dernière éruption remonte à 1180 avec une imprécision de plus ou moins 150 ans mais il conserve une activité sismique attestée depuis 2004.

## Géographie

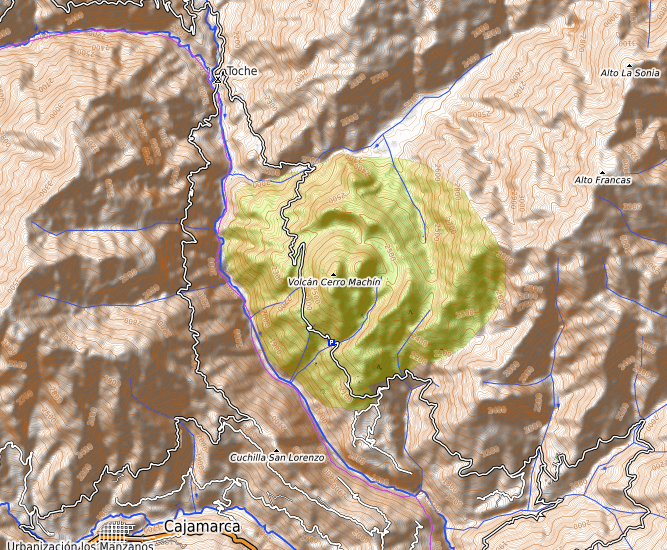
Carte topographque.

### Situation
Le Cerro Machín est situé dans la cordillère Centrale des Andes colombiennes. Son sommet s'élève dans la municipalité d'Ibagué, capitale du département de Tolima. Le sommet se trouve à 17 km à l'ouest de la ville.

### Topographie
L'altitude du Cerro Machín est estimée à 2 750 mètres.

## Histoire

### Histoire éruptive
Le Cerro Machín a acquis récemment une certaine notoriété, due à une activité sismique inhabituelle à l'intérieur de l'édifice volcanique et aux alentours. Cette activité a été enregistrée depuis la fin de l'année 1998 et a augmenté de façon significative depuis. En décembre 2007 ont eu lieu 381 tremblements de terre d'intensité faible. En 2008, le mois de janvier en a compté 492, en février 162, en mars 80, en avril 747 et en mai 437. Une bonne partie de ces micro-séismes a pour origine une rupture des structures géologiques présentes dans le volcan, ce qui est préoccupant quant à l'avenir de l'activité sismique dans la région. L'activité volcanique se manifeste également sous d'autres signes, tels que des changements dans les émissions de gaz radon, des émissions de fumée plus fréquentes et des déformations sur l'un des dômes qui obstruent le cratère.